# Cicada (filme)
Cicada é um filme americano de 2020 dirigido por Matthew Fifer e Kieran Mulcare.  Fifer co-escreveu o roteiro com Sheldon D. Brown, sendo que ambos são protagonistas.  
O filme estreou no LGBTQI + Film Festival em Londres a 18 de março de 2020, mas não foi exibido devido à pandemia COVID-19. Estreou oficialmente e foi exibido no Outfest Film Festival a 22 de agosto de 2020.

## Sinopse
Ben passa os seus dias a morar em Brooklyn e a  fazer biscates, e as noite a ter uma série de encontros sexuais ocasionais sem significado que o deixam a sentir-se vazio por dentro. Ele sofre de hipocondria e tem uma rotina definida que frequentemente é acompanhada pelo seu médico, o Dr. Dragone. A vida de Ben ganha um novo significado quando ele conhece Sam, um analista de dados, enquanto procurava livros. Eles rapidamente ficam muito próximos um do outro, cada um admitindo segredos pessoais que nunca tinham realmente contado a ninguém antes. Ben fala sobre o seu abuso sexual na infância e o estresse pós-traumático desenvolvido depois de ter sido baleado anos antes, ao passo que Sam admite que ainda não tinha saído do armário para o seu pai extremamente religioso. À medida que os dois ficam ainda mais próximos, rapidamente percebem que cada um deve aceitar os seus traumas para que o relacionamento sobreviva. 

## Elenco
- Matt Fifer como Ben
- Sheldon D. Brown como Sam
- Sandra Bauleo como Debbie
- Jazmin Grace Grimaldi como Amber
- Cobie Smulders como Sophie
- Scott Adsit como Dr. Dragone
- Michael Potts como Francis
- David Burtka como Bo
- Jo Firestone como Tracy
- Jason Greene como Theresa

## Produção
Fifer escreveu o roteiro com base nas suas próprias experiências de vida. 
Cicada foi desenvolvido com o apoio da Rede TFI de Tribeca e foi produzido por Ramfis Myrthil, da Beast of the East Productions, e Jeremey Truong. 

## Lançamento
O filme teve a sua estreia mundial no LGBTQI + Film Festival, em Londres, a 18 de março de 2020, mas não foi exibido.  Ele estreou e foi exibido oficialmente nos Estados Unidos no Outfest Film Festival a 22 de agosto de 2020.

## Recepção
A receção crítica de Cicada tem sido positiva, com o filme a manter uma classificação de 95% no Rotten Tomatoes, com base em 21 avaliações.  
Guy Lodge, da Variety, fez uma avaliação de Cicada, afirmando que era um "estudo desordenado, mas atraente, de dois homens de Brooklyn a negociar romance e trauma".  O Hollywood Reporter elogiou as personagens do filme ao mesmo tempo que escreveu que "os saltos estilísticos também podem ser exagerados e vagos". 

### Prêmios
- Prémio do Público na Image + Nation (2020, venceu)
- Prémio do Júri no LesGaiCineMad, Festival Internacional de Cinema LGBT de Madrid
- Menção honrosa na categoria Long-Metragem de Ficção no NewFest: Festival de Cinema LGBT de Nova York
- 2º lugar no Prémio do Júri para Melhor Longa-Metragem no OUTshine Film Festival
- Prémio do Público na categoria de Melhor Filme de Ficção no Festival Internacional de Cinema de Oslo/Fusion
- Prémio do Júri para Melhor Longa-Metragem no Out Film CT [12]